# Mezinárodní společnost pro soudobou hudbu
Mezinárodní společnost pro soudobou hudbu (International Society for Contemporary Music (ISCM), Mezinárodní společnost pro novou hudbu) je nejstarší mezinárodní organizace vzniklá na podporu nové hudby. Patří mezi nejvýznamnější hudebně-kulturní společnosti na světě. V německojazyčném prostředí se můžeme setkat s označením Internationale Gesellschaft für Neue Musik (IGNM).

## Organizace

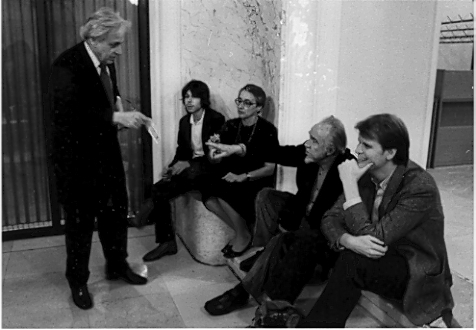
Zleva doprava: György Ligeti, Lukas Ligeti, paní Ligetiová, Conlon Nancarrow a Michael Daugherty na ISCM World Music Days ve Štýrském Hradci v Rakousku, 1982

ISCM byla původně iniciativou druhé vídeňské školy během Salcburského festivalu. Byla založena 11. srpna 1922 na podnět Rudolfa Rétiho a Egona Wellesze za přítomnosti skladatelů Bély Bartóka, Paula Hindemitha, Arthura Honeggera, Zoltána Kodályho, Daria Milhauda a Antona Weberna v Café Bazar v Salcburku. Poté, co předsednictví zakládacího výboru převzal Richard Strauss, byl prvním předsedou spolku zvolen Edward Dent. Sídlem ISCM byl Londýn.
Sekretariát organizace se v současné době nachází v Amsterdamu. ISCM se prezentuje jako mezinárodní síť pro podporu soudobé, či tzv. nové hudby.
ISCM provozuje téměř 50 mezinárodních oddělení (stav v roce 2008) v jednotlivých zemích. Ty jsou většinou na ústředí nezávislé a vysílají delegáty na valnou hromadu ISCM. Členové oddělení jsou rovněž členy ISCM a v rámci Světových dnů hudby mohou navrhnout až šest skladeb k uvedení. Zemské organizace, které podporují soudobou hudbu, nemají status zemského oddělení ISCM, mohou být vedeny jako přidružení členové. Tento status se přenáší také na členy těchto organizací. Jednotliví profesionální hudebníci jsou vedeni jako čestní členové.
ISCM vydává časopis „World New Music Magazine“.

## Světové dny hudby
Ústřední úlohou je pořádání Světových dnů hudby (World New Music Days), které se konají jednou ročně na různých místech. V rámci této události se vedle hudebních akcí nové hudby konají také setkání členů organizace.
Světové dny hudby:
| - 1922 v Salcburku - 1923 v Salcburku - 1924 v Praze/Salcburku - 1925 v Benátkách - 1926 v Curychu - 1927 ve Frankfurtu nad Mohanem - 1928 v Sieně - 1929 v Ženevě - 1930 v Lutychu/Bruselu - 1931 v Oxfordu/Londýně - 1932 ve Vídni - 1933 v Amsterdamu - 1934 ve Florencii - 1935 v Praze - 1936 v Barceloně - 1937 v Paříži - 1938 v Londýně - 1939 ve Varšavě - 1941 v New Yorku - 1942 v San Franciscu - 1946 v Londýně - 1947 v Kodani - 1948 v Amsterdamu - 1949 v Palermu/Taormině - 1950 v Bruselu - 1951 ve Frankfurtu nad Mohanem - 1952 v Salcburku - 1953 v Oslo - 1954 v Haifě | - 1955 v Baden-Badenu - 1956 ve Stockholmu - 1957 v Curychu - 1958 ve Štrasburku - 1959 v Římě - 1960 v Kolíně nad Rýnem - 1961 ve Vídni - 1962 v Londýně - 1963 v Amsterdamu - 1964 v Kodani - 1965 v Madridu - 1966 ve Stockholmu - 1967 v Praze - 1968 ve Varšavě - 1969 v Hamburku - 1970 v Basileji - 1971 v Londýně - 1972 ve Štýrském Hradci - 1973 v Reykjavíku - 1974 v Rotterdamu - 1975 v Paříži - 1976 v Bostonu - 1977 v Bonnu - 1978 ve Stockholmu/Helsinkách - 1979 v Aténách - 1980 v Tel Avivu - 1981 v Bruselu - 1982 ve Štýrském Hradci - 1983 v Århusu | - 1984 v Torontu/Montrealu - 1985 v Amsterdamu/Rotterdamu/Utrechtu/Haagu/Hilversumu - 1986 v Budapešti - 1987 v Kolíně nad Rýnem/Bonnu/Frankfurtu n. Moh. - 1988 v Hongkongu - 1989 v Amsterdamu - 1990 v Oslu - 1991 v Curychu - 1992 ve Varšavě - 1993 v Ciudad de México - 1994 ve Stockholmu - 1995 v Porúří - 1996 v Kodani - 1997 v Soulu - 1998 v Manchesteru - 1999 v Rumunsku a Moldavsku - 2000 v Lucemburku - 2001 v Jokohamě - 2002 v Hongkongu - 2003 v Lublani - 2004 v Lucernu - 2005 v Záhřebu - 2006 ve Stuttgartu - 2007 v Hongkongu - 2008 ve Vilniusu - 2009 v Göteborgu - 2010 v Sydney - 2011 v Záhřebu - 2012 v Antverpách, Bruggách, Bruselu, Gentu, Lovani a Monsu | - 2013 v Košicích, Bratislavě a Vídni - 2014 ve Vratislavi - 2015 ve Slovinsku - 2016 v Tchongjongu - 2017 ve Vancouveru - 2018 v Pekingu - 2019 v Tallinnu - 2020 v Aucklandu a Christchurchi |

## Předsedové
- John Davis, Austrálie (předseda)
- Peter Swinnen, Belgie (zástupce)
- Tapio Tuomela, Finsko
- Olga Smetanová, Slovensko
- David McMullin, USA
- Lars Graugaard, Dánsko (pokladník)
- Franz Eckert, Rakousko (právní poradce)
- Arthur van der Drift, Nizozemí (generální tajemník)

## Čestní členové
| - Louis Andriessen - Milton Babbitt - Béla Bartók - Sten Broman - Ferruccio Busoni - John Cage - Elliott Carter - Alfredo Casella - Friedrich Cerha - Chou Wen-chung - Edward Clar - Paul Collaer - Aaron Copland - Luigi Dallapiccola - Edward Dent - Franz Eckert - Óscar Esplá - Manuel de Falla - Michael Finnissy - Vinko Globokar - Sofia Gubajdulina - Alois Hába - Ernst Henschel | - Paul Hindemith - Arthur Honegger - Klaus Huber - Sukhi Kang - Zoltán Kodály - Charles Koechlin - Zygmunt Krauze - Ernst Křenek - György Kurtág - André Laporte - Doming Lam - György Ligeti - Witold Lutosławski - Walter Maas - Gian Francesco Malipiero - Yori-Aki Matsudaira - Arne Mellnäs - Olivier Messiaen - Darius Milhaud - Conlon Nancarrow - Arne Nordheim - Per Nørgård - Vítězslav Novák | - Reinhard Oehlschlägel - Krzysztof Penderecki - Goffredo Petrassi - Willem Pijper - Maurice Ravel - Hans Rosbaud - Hilding Rosenberg - Albert Roussel - Antonio Rubin - Paul Sacher - Hermann Scherchen - Arnold Schönberg - Roger Sessions - Jean Sibelius - Igor Stravinskij - Karol Szymanowski - Toru Takemitsu - Chris Walraven - Ralph Vaughan Williams - Iannis Xenakis - Isang Yun - Jōji Yuasa |